# انقلاب تمدن
انقلاب تمدن (انگلیسی: Civilization Revolution) یک بازی ویدئویی در سبک استراتژی نوبتی است که توسط فیراکسیس گیمز توسعه یافته و به‌وسیلهٔ ۲کا گیمز و در سال ۲۰۰۸ منتشر شد. «انقلاب تمدن» در پلت‌فرم‌های نینتندو دی‌اس، پلی‌استیشن ۳، ایکس‌باکس ۳۶۰، آی‌اواس، و ویندوز فون منتشر شده است.
دنبالهٔ این بازی تحت نام انقلاب تمدن ۲ در ژوئیه ۲۰۱۴، برای سیستم‌عامل‌های آی‌اواس و اندروید عرضه شد.